# 高石左馬助
高石 左馬助（たかいし さまのすけ、生没年不詳）は、安土桃山時代から江戸時代前期の土佐の地侍。滝山一揆（本山一揆）の首謀者。実名不詳。

## 来歴
初め、土佐七雄の一に数えられる土佐国長岡郡本山郷の領主・本山氏に仕え、本山氏が長宗我部氏に滅ぼされてからは長宗我部氏に仕えた。一領具足として本山郷で田一反を一代限りで支配権を認められた高石孫左衛門の倅・左馬助は、新たに80石の支配を一代限りで認められたが、関ヶ原の戦いで敗者となった長宗我部氏が改易となるとその支配権が消滅することを恐れ、新領主・山内氏が土佐に入領する間隙の混乱に乗じ、この地域の500石を横領し、百姓が新領主・山内氏に年貢を納入することを妨害した。
長宗我部氏でも本山氏でもない高石左馬助は、そもそも、本山郷に80石の領有は主張できたとしても、残りの420石の領有権は無く、完全なる私的横領行為であった。そのため、慶長8年（1603年）に山内氏が土佐に入封するとこれに反抗し年貢上納を懈怠した。新領主・山内氏の家士として着任した一照は、周辺の混乱を避けるため、当初はその否を論じ、穏便に説得する方法を試みた。しかし、左馬助は、頭に乗って態度を尊大に振舞い不法占有を続けた。困り果てた永原一照（山内刑部）が、再度、左馬助を呼び出してこれを詰問するが「凶作」を理由にして「納入出来ない」と言い逃れた。
その後、弟の吉之助や農民約30人を扇動して滝山（本山）に立て籠もり、滝山一揆を起こした。一揆は5日間の激戦の末に永原一照らに鎮圧された。敗戦の色が濃厚となるや、一揆を扇動した首謀者であるにもかかわらず、左馬助は農民を見捨てて雲隠れし土佐国瓜生野を経て讃岐国に逃亡した。その後の動向は不明。

## 補註
1. ↑  『秦氏地検帳』
2. ↑  寺石正路編『土佐名家系譜』高知教育会、1942年、177頁
3. ↑  高石左馬助は、一豊が土佐領内を巡検した際に19通もの直訴状を提出するなどして、年貢上納を再三拒否していた。